# Sociedad de la Cruz Roja de China
La Sociedad de la Cruz Roja de China, 中国红十字会 en chino simplificado, cuya predecesora se remonta a la Sociedad Internacional de la Cruz Roja de Shanghái, fundada el 10 de marzo de 1904, ha sufrido cambios de nombre como Sociedad de la Cruz Roja del Imperio Qing y Sociedad de la Cruz Roja de la República de China. En China fue una organización oficial de asistencia social humanitaria bajo el liderazgo del gobierno de la República Popular China, miembro de la Federación Internacional de Sociedades de la Cruz Roja y de la Media Luna Roja, pero no afiliada al Comité Internacional de la Cruz Roja. La Sociedad de la Cruz Roja de China está dirigida y vinculada por el Consejo de Estado de la República Popular China. Tiene sucursales regionales y dos sucursales con un alto grado de autonomía: la Cruz Roja de Hong Kong y la Cruz Roja de Macao.

## Historia

### Dinastía Qing
El 3 de marzo de 1904, la "Declaración" publicó el "Reglamento de la Asociación de Caridad de Puji de la Cruz Roja de las Tres Provincias del Noreste y Kai": "En la Batalla de Gengzi, hubo una asociación de caridad de socorro en Shanghai, y todos los países lo aceptaron. Hoy, las tres provincias orientales tienen una nueva iniciativa, para la gente en apuros, y es también lo que los dos estados en guerra están felices de admitir". "El ejemplo de la ayuda de esta asociación a la Sociedad de la Cruz Roja Occidental de Tailandia, nombrada Sociedad de la Cruz Roja de las tres provincias orientales y Asociación Benéfica de Puji, se dedica a ayudar a las víctimas de las guerras", "Es una buena acción de administración". Shi Zejing invitó a sus colegas a celebrar una reunión en Renji Shantang en Liuma Road en la Concesión Internacional de Shanghái para "discutir el método de apertura" y anunciar el establecimiento de la "Asociación Benéfica de la Cruz Roja Puji de las Tres Provincias Orientales". Shen Dunhe presentó "el comienzo de la Sociedad de la Cruz Roja de Taixi y todas las reglas de la sociedad". Según el Libro de títulos, los participantes incluyeron a Shen Dunhe, Shi Zejing (Ziying), Yang Shiqi (Xingcheng), Zeng Zhu (Shaoqing), Li Houyou (Yunshu), Shen Maozhao (Manyun) ), Wang Hanxi (Longbiao), Zhou Jinyi (Jinzhen), Wang Liyuan (Jianzhai), Chen Runfu (Zuolin), Xi Yufu (Zipei), Huang Xiexun, Ren Xifen (Fengxin)), Jiao Fayu (Leshan), Su Baosen, Wang Shaohao, Wang Songtang, Wu Shaoqing, Wang Yifu, Feng Hengsheng, Zhu Ziwen, Yao Yangeng, un total de 22 personas. Después de la reunión, se publicó en Shenbao y otros periódicos con el título de "Traducción de "Shi Junzhaoji" con el objetivo principal de la reunión para el establecimiento de la rama Internacional de la Cruz Roja en Shanghái".
A las 5:10 p. m. del 10 de marzo de 1904, representantes de China, Gran Bretaña, Francia, Alemania y Estados Unidos se reunieron en la oficina de obras públicas de la Concesión Británica, presidida por Dong Pei'en, el gerente general anual del ministerio de obras, y Timothy Lee hizo un informe. La reunión anunció el establecimiento conjunto de la Rama de la Cruz Roja Internacional de Shanghái (denominada oficialmente Sociedad de la Cruz Roja Internacional de Shanghái el 17 de marzo). Anderson anunció la lista de 45 miembros de la junta directiva negociada con Timothy Lee (incluidos 45 directores: Shen Dunhe, Shi Zejing, Yan Xiaofang, Zhu Baosan, Zhou Jinzhen, Xu Run, Su Baosen, Chen Runfu, Zeng Shaoqing, Zhu Liqi), el informe fue aprobado a mano alzada, y se seleccionaron 9 directores de los 45 directores para ser directores ejecutivos (incluidos 7 directores del oeste y 2 directores del este). El director general del ministerio, el general del ministerio de industria de la concesión francesa, Timothy Lee, el abogado McNair, el doctor Barron, Fu Misheng, y los directores de Hua, Shen Dunhe y Shi Zejing (luego agregado a Xifen), y fueron aprobados a mano alzada.
La Sociedad Internacional de la Cruz Roja de Shanghái "planea ayudar al Comité Internacional de la Cruz Roja y esforzarse por elevar la política de ayuda a los refugiados en el norte". Shen Dunhe usó la neutralidad de la Cruz Roja como escudo para traer gente a la zona de guerra dirimida entre Japón y Rusia para rescatar a los civiles chinos atrapados. La organización de la Cruz Roja fundada por Shen Dunhe está compuesta por chinos ricos y occidentales famosos que viven en China. La nueva Cruz Roja, apoyada por funcionarios gubernamentales, élites chinas y trabajadores médicos occidentales, rescató a más de 250.000 personas en el noreste de China.
Después de la Guerra Ruso-Japonesa, la Sociedad de la Cruz Roja de China se expandió exponencialmente para brindar ayuda en tiempos de paz. El alivio de desastres naturales recurrentes se ha convertido en el nuevo trabajo de la Cruz Roja. Inundaciones, hambrunas, incendios asolaron China en la primera mitad del siglo XX y, además de eso, hubo un repentino estallido de guerra civil. En 1906, el gobierno de la Dinastía Qing firmó la Convención de Ginebra y China se convirtió oficialmente en miembro de esta organización internacional.
En 1906, un terremoto e incendio en San Francisco devastó la ciudad y mató a 3000 personas. La Cruz Roja Internacional de Shanghái donó 20 000 taels de plata a la ciudad de San Francisco.
En 1907, Lu Haihuan fue a la corte Qing con la esperanza de establecer la Sociedad de la Cruz Roja de China. En febrero de 1910, el decreto decía: "Lu Haihuan y otros propusieron que se redactara el estatuto piloto de la Sociedad de la Cruz Roja China, y Sheng Xuanhuai sería designado presidente de la Sociedad de la Cruz Roja." Antes de que Sheng Xuanhuai asumiera el cargo, escribió a Lu Haihuan, con la esperanza de cambiar el nombre de la Sociedad de la Cruz Roja de China por el de Sociedad de la Cruz Roja de la Gran Qing y colocarla bajo la administración del ministerio de asuntos civiles. Por lo tanto, la Sociedad Internacional de la Cruz Roja de Shanghái pasó a llamarse Sociedad de la Cruz Roja de la Dinastía Qing y se transformó de una organización no gubernamental a una organización dirigida por el gobierno.

### Período de la República de China
En 1911, después de la Revolución de 1911, Lu Haihuan y otros cambiaron el nombre de la Sociedad de la Cruz Roja de la Dinastía Qing por el de Sociedad de la Cruz Roja de China. En 1912, después de la fundación de la República de China, Yuan Shikai nombró a Lu Haihuan como el primer presidente y se unió al Comité Internacional de la Cruz Roja, convirtiéndose en la 23.ª Sociedad Nacional de la Cruz Roja, y se unió a la Federación Internacional de Sociedades de la Cruz Roja y de la Media Luna Roja el 8 de julio de 1919. En la década de 1920, la Sociedad de la Cruz Roja de China intervino en varios rescates en varios países que sufrieron desastres naturales. Durante este período, los hospitales de la Cruz Roja se distribuyeron en Shanghái y otras ciudades, y las organizaciones de la Cruz Roja florecieron en todo el país. Los chinos estaban ansiosos por participar en actividades patrióticas, especialmente en una organización internacional "moderna". En la década de 1920, ya había más de 300 sociedades de la Cruz Roja en China.
En 1923, cuando ocurrió el Gran Terremoto de Kanto en Japón, la Sociedad de la Cruz Roja de China envió un equipo de rescate a Japón y donó medicamentos equivalentes a 20.000 dólares estadounidenses, según el tipo de cambio de 1923. Desde la década de 1920 hasta la de 1940, la Cruz Roja China mantuvo estrechos vínculos con la Cruz Roja Estadounidense, la Cruz Roja Británica, el gobierno nacionalista y la comunidad empresarial de Shanghái. Durante el período de los señores de la guerra y los diez años de la guerra civil, rescató a un gran número de heridos en el campo de batalla y brindó servicios como el rastreo y la transferencia de cartas entre otros.
En 1933, cuando Japón invadió Shanhaiguan, el gobierno nacionalista aprobó la promulgación de las "Reglas para la Implementación de los Reglamentos sobre la Administración de la Sociedad de la Cruz Roja de la República de China", que rebautizó a la Sociedad de la Cruz Roja de China como la Sociedad de la Cruz Roja de la República de China. Ha estado sucesivamente bajo la dirección del ministerio del interior, la comisión militar y el gobierno ejecutivo. Después de la separación de los dos lados del Estrecho de Taiwán en 1949, Jiang Menglin, presidente de la Sociedad de la Cruz Roja de la República de China, dirigió a parte del personal a trasladarse a Taiwán con el gobierno de la República de China para continuar con sus operaciones.

### Después de la fundación de la República Popular China

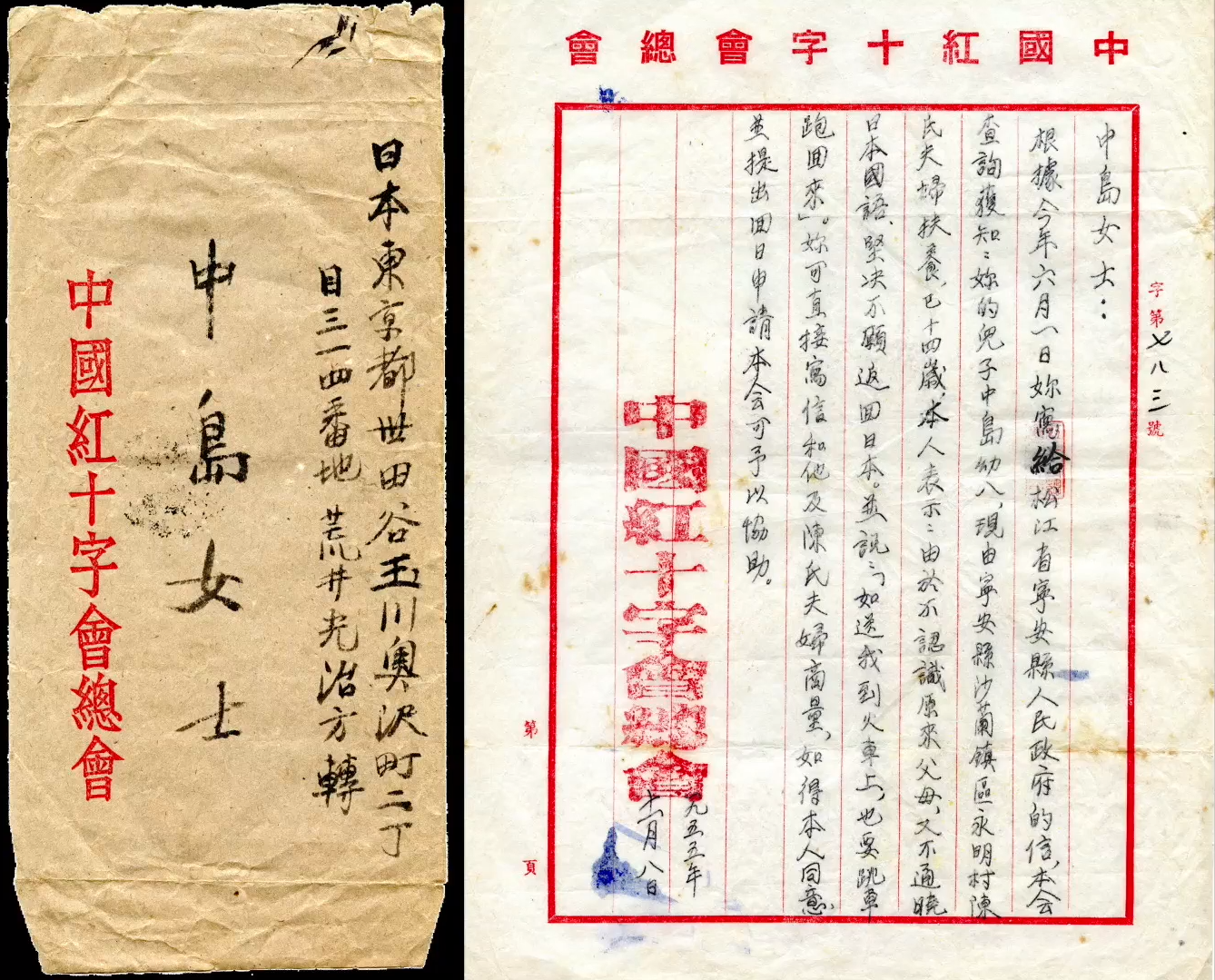
En 1955, la Sociedad de la Cruz Roja de China respondió a una carta de la Sra. Nakajima, la madre de una huérfana japonesa en China, muerta en el lugar de nacimiento de Nakajima. En la década de 1950, la Cruz Roja China fue la principal organización designada por el gobierno chino para ocuparse de la repatriación de japoneses chinos de ultramar.

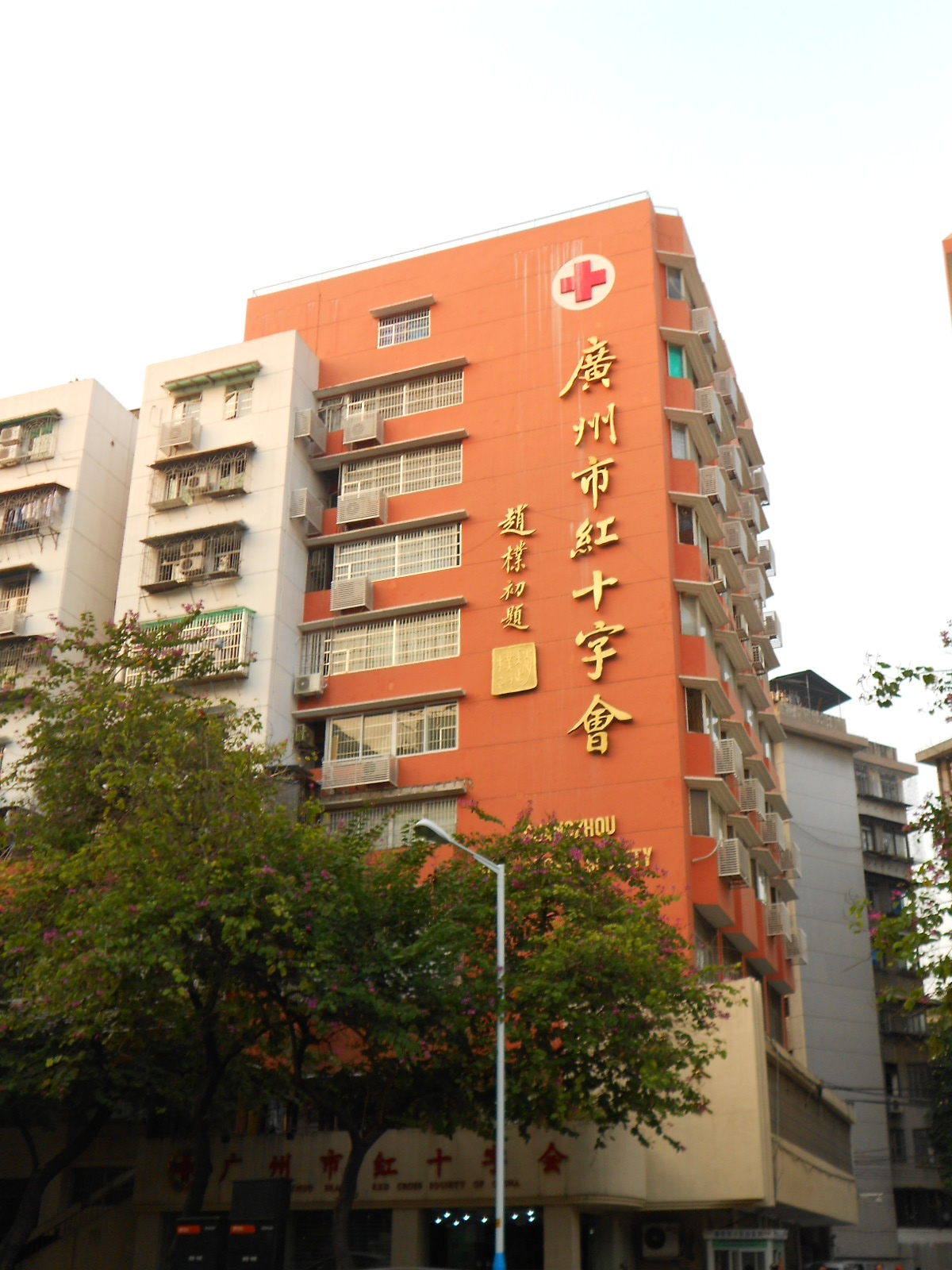
Sede de la Sociedad de la Cruz Roja en Guangzhou.

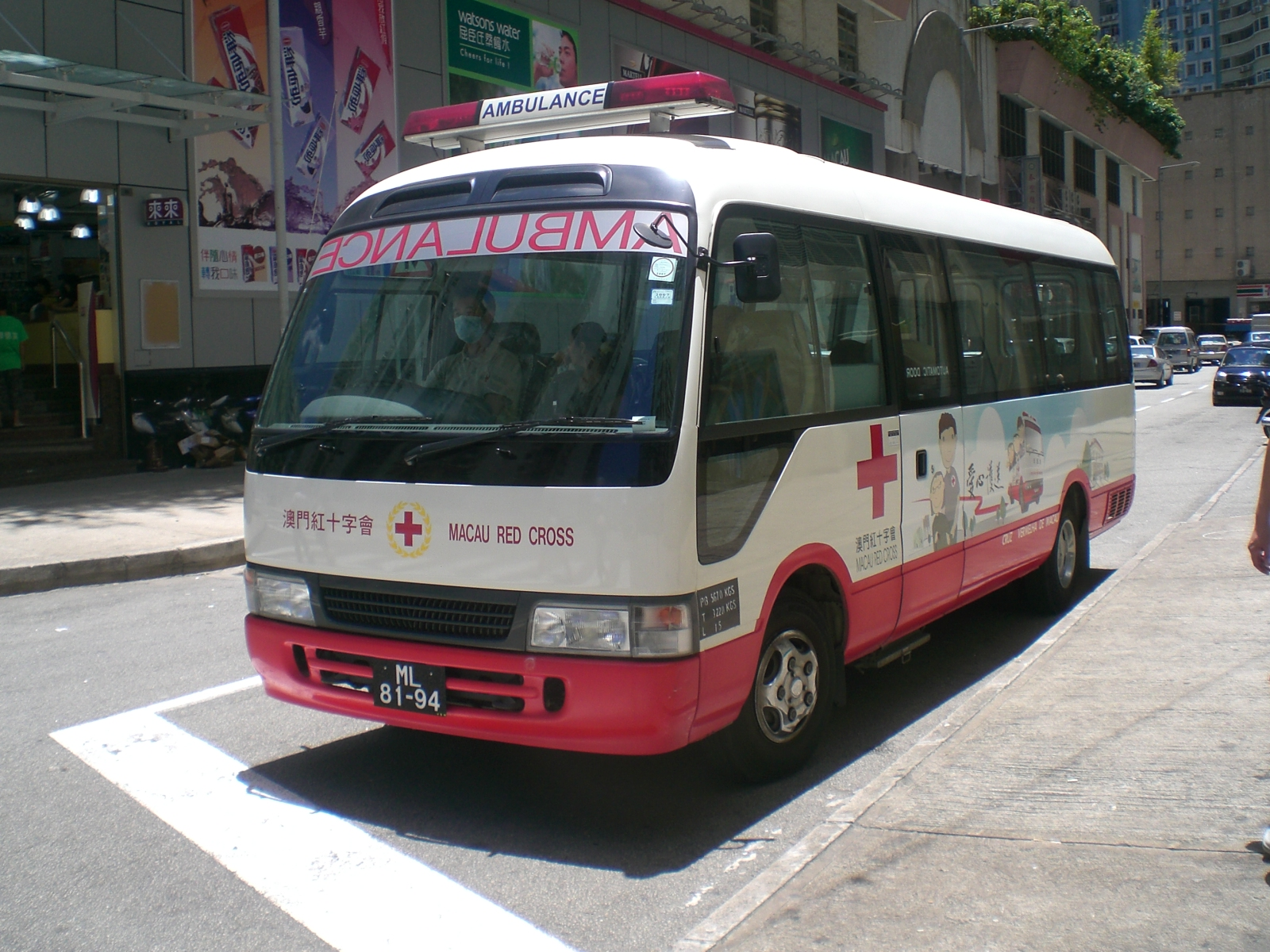
Ambulancia de la Cruz Roja de Macao.

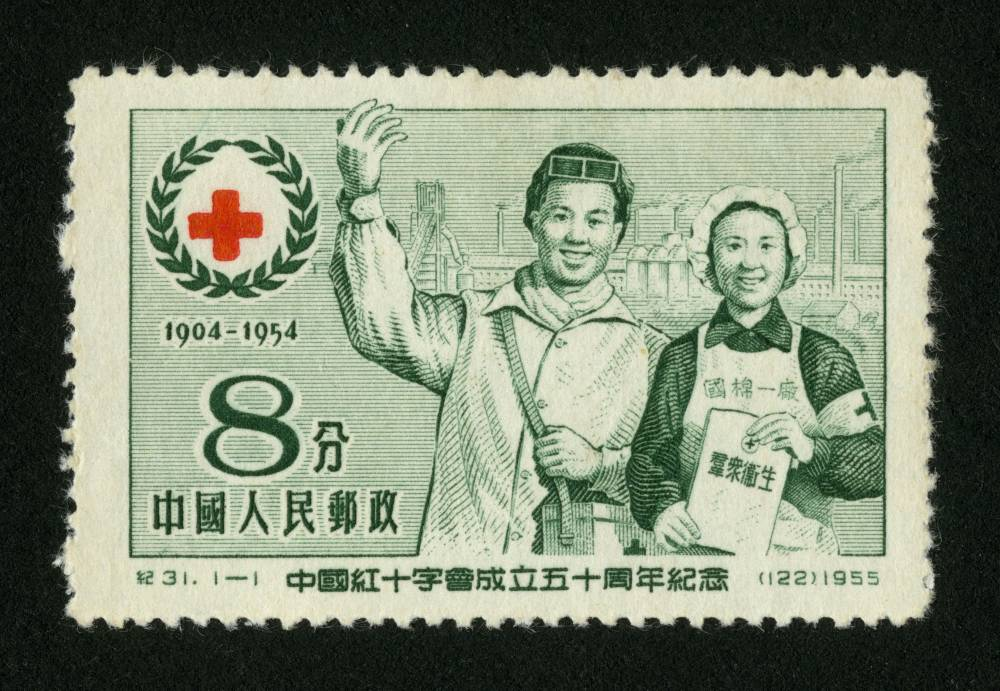
Sellos conmemorativos del 50 aniversario de la fundación de la Sociedad de la Cruz Roja de China

Después de la fundación de la República Popular China en 1949, siete directivos clave, incluido Hu Lansheng, exsecretario general de la Sociedad de la Cruz Roja en laChina continental, solicitaron que el Gobierno Popular Central asumiera el control. El Gobierno Popular Central investigó y decidió que en vista de la naturaleza especial y la situación histórica de la Sociedad de la Cruz Roja, la antigua Sociedad de la Cruz Roja de China se reorganizará en la nueva Sociedad de la Cruz Roja de China mediante una reorganización en lugar de una absorción, y todo el personal fue mantenido. La oficina de la asociación se trasladó al n.º 53 Ganmian Hutong, en Beijing. En vista del hecho de que la Sociedad Internacional de la Cruz Roja todavía reconoce a la Sociedad de la Cruz Roja de China en Shanghái, y las reglas de los estatutos establecen libertad para nombrar, elegir o designar a sus representantes en la Federación Internacional de Sociedades de la Cruz Roja, se requiere que las sociedades conserven los cargos de la Sociedad de la Cruz Roja de China y sus representantes en espera de nominación. El 2 de agosto de 1950 se llevó a cabo la reunión consultiva de la Sociedad de la Cruz Roja de China (es decir, el Primer Congreso Nacional de la Nueva Sociedad de la Cruz Roja de China) y se estableció un nuevo consejo. La Sociedad de la Cruz roja se estableció como una "sociedad del pueblo", una organización de rescate y ayuda sanitaria bajo el liderazgo del Gobierno Popular Central y se denomina "Sociedad de la Cruz Roja de China". La reunión eligió a Li Dequan, ministro de salud del comité central, como presidente, y a Peng Zemin, Xiong Jinyue, Liu Hongsheng y Hu Lansheng y, secretario general, como vicepresidentes. En la reunión se eligieron seis directores ejecutivos: Jinbao Shan, director de la oficina técnica del ministerio central de salud, Su Jingguan, viceministro del ministerio central de salud, Chen Qiyuan, viceministro del interior, Gong Pusheng, director del departamento Internacional del Ministerio de Relaciones Exteriores, Wu Yunfu, Secretario General de la Federación de Socorro de China, y el Secretario General Adjunto de Socorro General, Lin Zhong. La reunión eligió a 16 directores: Wu Youxun, Ministro de Educación de China Oriental y Presidente de la Universidad de Jiaotong, Xu Guomao, Gerente General de Jincheng Bank, Wang Xiaolei, empresario, Zhu Zihui, Director de la Organización de la Sociedad de la Cruz Roja de China, y Fu Kuanglin, Director del Grupo de Publicidad de la Sociedad de la Cruz Roja de China, Presidente del Banco Industrial de Zhejiang Xu Jiyu, Director de la Oficina General del Comité de Asuntos Étnicos Yang Jingren, Vicepresidente de la Federación de Comercio de China Sindicatos y Ministro de Correos y Telecomunicaciones Zhu Xuefan, Ministro del Departamento de Trabajo de la Mujer de la Federación de Mujeres de China Cao Mengjun, Secretario General de la Federación de Jóvenes de China Wu Han, Vicealcalde del Gobierno Popular Municipal de Beijing, Mei Lanfang, personaje de los círculos literarios y artísticos, Kang Keqing, jefe del Departamento de Bienestar Infantil de la Federación de Mujeres de China, Zhou Kunsheng, asesor del Ministerio de Relaciones Exteriores, Xie Xuehong, presidente de la Liga de Autogobierno de Taiwán y Deng Yuzhi, directora general de la Asociación Nacional de Asociaciones Cristianas de Mujeres Jóvenes . En agosto de 1950, la Sociedad Internacional de la Cruz Roja reconoció a la Sociedad de la Cruz Roja de China. El 6 de septiembre de 1950, el Consejo de Estado del Gobierno Popular Central aprobó y promulgó el "Reglamento de la Sociedad de la Cruz Roja de China".
De acuerdo con la tradición de garantizar la universalidad, la Sociedad Internacional de la Cruz Roja permite la participación de aquellas autoridades obligadas de facto a aplicar los Convenios de Ginebra en su territorio sin tener en cuenta la legitimidad de las autoridades, y por lo tanto invita a representantes de las autoridades de la República Popular China y las autoridades del territorio que controla. Del 16 al 21 de octubre de 1950, el presidente Li Dequan encabezó una delegación para asistir al XXI Consejo de la Federación de Sociedades de la Cruz Roja celebrado en Mónaco y fue elegido como comité ejecutivo. Previo a la 18.ª Conferencia Internacional de la Cruz Roja en 1952, Estados Unidos y el país anfitrión Canadá invitaron a las autoridades de Taiwán y a la Sociedad de la Cruz Roja de la República de China a participar del encuentro, ya que la sede oficial de la Sociedad de la Cruz Roja de un país debe ser reconocido por la Conferencia Internacional de la Cruz Roja. El 28 de junio, el gobierno chino, en nombre del presidente Li Dequan, envió un mensaje al anfitrión, presidente de la Sociedad de la Cruz Roja Canadiense, Macaulay, y luego a André-François-Poncey, presidente del Comité Permanente de la Cruz Roja Internacional, para oponerse a invitar a representantes de las autoridades de Taiwán. El 10 de julio, el Comité Permanente de la Cruz Roja Internacional respondió que "la Cruz Roja Internacional nunca pregunta sobre asuntos políticos", y que la invitación a la Conferencia Internacional se basa en "el gobierno que ejerce el poder en cualquier territorio donde los Convenios de Ginebra aplicable, por supuesto se convertirá en la Cruz Roja Internacional". Se emitió el principio de miembros ex officio de la conferencia", reconociendo que la Sociedad de la Cruz Roja de China es "la única sociedad de la Cruz Roja en la República Popular China que está invitada a participar en la conferencia". como miembro de pleno derecho con derecho a voto". Por lo tanto, "fui invitado a asistir a la conferencia como observador". La parte china ha formulado un plan para participar en la reunión: si las autoridades de Taiwán usan el nombre de la Cruz Roja en lugar del nombre de la República Popular China para asistir a la reunión, la parte china solo las reprenderá. Después de que Mao Zedong y Zhou Enlai aprobaron el plan para asistir a la reunión, Zhou Enlai también agregó que si no se podía aprobar la moción de expulsión, nuestro representante debería hacer una declaración en el lugar para expresar su pesar, pero no se retiraría. El 14 de julio, la delegación del gobierno chino y la delegación de la Sociedad de la Cruz Roja China partieron de Pekín y llegaron a Toronto el 24 de julio. Se les informó que el Comité Permanente Internacional de la Cruz Roja había decidido dar un trato igualitario a los representantes de las autoridades de Taiwán y el gobierno chino, así como a las sociedades de la Cruz Roja en ambos lados del Estrecho de Taiwán, para asistir a la conferencia. El 25 de julio, Su Jingguan, jefe de la delegación del gobierno chino, y Li Delun, jefe de la delegación de la Cruz Roja China, emitieron conjuntamente una carta de protesta. En la ceremonia de apertura de la Conferencia Internacional en la tarde del 26 de julio, Su Jingguan propuso una moción para expulsar a los representantes de las autoridades de Taiwán. Después de intensos debates, la Conferencia Internacional votó el 28 de julio para mantener la decisión del Comité Permanente Internacional de la Cruz Roja, reconociendo al gobierno de la República Popular China y la Sociedad de la Cruz Roja de China como el gobierno nacional y la organización de la Cruz Roja que representa China, mientras que la delegación de Taiwán y la Sociedad de la Cruz Roja de la República de China solo representaron al gobierno y la Sociedad de la Cruz Roja de la Isla de Taiwán. Además, la Asamblea General eligió a China como miembro del Comité Ejecutivo de la Sociedad Internacional de la Cruz Roja, y el representante de la República de China se retiró de la Asamblea General el 31 de julio. En la conferencia, los bandos del este y del oeste lanzaron una feroz propuesta de guerra sobre el tema del trato de los militares estadounidenses a los prisioneros de guerra chinos y coreanos y el uso de armas bacteriológicas en la guerra de Corea. La conferencia finalizó el 7 de agosto.
Durante la guerra de Corea, la Sociedad de la Cruz Roja de China organizó un total de 666 miembros del personal médico de 7 batallones del servicio médico de defensa nacional para servir como servicios de ambulancia para los heridos y enfermos en el campo de batalla de Corea. La Sociedad de la Cruz Roja de China también seleccionó a 35 representantes para participar en el equipo de la Sociedad Conjunta de la Cruz Roja de la guerra de Corea para ayudar en la repatriación de prisioneros de guerra.
El 1 de diciembre de 1952, el gobierno chino emitió una declaración pública en forma de "Respondiendo a las preguntas de los reporteros de la agencia de noticias Xinhua sobre "Todas las preguntas sobre los ciudadanos japoneses en China" de las partes relevantes del Gobierno Popular Central, anunciando que el gobierno chino protege a los ciudadanos japoneses respetuosos de la ley y a los ciudadanos japoneses en general. La posición constante de ayudar a los chinos en el extranjero que están dispuestos a regresar a China, y expresó que da la bienvenida a las agencias japonesas relevantes y a las organizaciones populares para enviar personas a China para negociar con la Sociedad de la Cruz Roja. de China sobre los problemas específicos de los chinos japoneses de ultramar que regresan a China, para que puedan resolverse adecuadamente. El 31 de enero de 1953, el gobierno japonés encomendó a una delegación compuesta por la Sociedad de la Cruz Roja Japonesa, la Asociación de Enlace de Paz de Japón y la Asociación de Amistad Japón-China que viniera a Beijing para discutir el regreso de los chinos de ultramar japoneses a China. Liao Chengzhi, el representante principal, encabezó la delegación de la Cruz Roja China y la delegación japonesa encabezada por Shimadzu Tadashi, luego de muchas consultas y negociaciones, firmaron el "Memorándum" de la Cruz Roja China y la delegación japonesa. El memorando hizo una explicación detallada sobre la cuestión del regreso de los japoneses chinos de ultramar. Zhou Enlai, primer ministro del Consejo de Estado, dio instrucciones para ayudar al regreso de los japoneses chinos en el extranjero: "Debemos hacer un buen trabajo político, ser indulgentes en términos materiales, hacer un buen trabajo organizativo y no permitir el caos". Desde el 22 de marzo de 1953, el primer grupo de ciudadanos japoneses regresaron en los grandes barcos de pasajeros japoneses "Hakuryu Maru" y "Hakusan Maru" para salir del país en el puerto de Tianjin. Hasta julio de 1958, la Sociedad de la Cruz Roja de China se adelantó y se puso en contacto con Tianjin, y viajó desde Tianjin. Los tres puertos de Tianjin, Qinhuangdao y Shanghái han repatriado a ciudadanos japoneses 21 veces, con un total de 34,880 personas, incluidos altos funcionarios de los invasores japoneses que han sido liberados desde 1956 en las oficinas de gestión de criminales de guerra de Fushun y Taiyuan. Entre ellos, del 22 de marzo de 1953 al 14 de octubre, 4 veces desde Qinhuangdao, 11 veces desde Shanghái y 8 veces desde Tianjin Xingang, fueron transportados 26.114 japoneses. Desde el 27 de septiembre de 1954 hasta el 13 de julio de 1958, 8.736 japoneses y chinos de ultramar fueron transportados desde Tanggu 14 veces.
En el invierno de 1955, el Consejo de Estado dejó en claro que la Sociedad de la Cruz Roja de China y la Federación de Socorro del Pueblo chino estaban ubicadas en el mismo lugar, y al mismo tiempo dejó en claro que "el trabajo de la Sociedad de la Cruz Roja es principalmente internacional." 
En la XIX Conferencia Internacional de la Cruz Roja celebrada en Nueva Delhi, India, del 28 de octubre al 7 de noviembre de 1957, el francés André-François-Poncey, presidente del Comité Permanente de la Cruz Roja Internacional con el apoyo de los países occidentales, el 26 de octubre, llamó personalmente al Ministerio de Relaciones Exteriores de la República de China para invitar a los participantes a la reunión. La conferencia internacional aprobó la propuesta de EE. UU. y acordó participar en la reunión en nombre del "Gobierno de Formosa" y la "Sociedad de la Cruz Roja de Formosa". El 30 de octubre llegó a Nueva Delhi el representante de las autoridades de Taiwán y el embajador en Tailandia, Hang Liwu. El 5 de noviembre terminó la discusión del grupo y se reanudó la reunión plenaria para tener una acalorada discusión sobre la representación de China. En la tarde del 7 de noviembre, la Asamblea General votó la propuesta de EE. UU. “La República de China como representante oficial de la Conferencia Internacional”, el resultado fue de 62 votos a favor, 44 votos en contra, 16 abstenciones y 13 votos en blanco, para aprobar la propuesta de EE. UU. La delegación del gobierno chino, encabezada por el embajador Pan Zili en India, y la delegación de la Sociedad de la Cruz Roja de China (encabezada por Li Dequan) protestaron de inmediato, anunciaron su retirada de la XIX Conferencia Internacional y realizaron una conferencia de prensa fuera del lugar. La anfitriona de la Sociedad de la Cruz Roja India, la Sra. Kaur, anunció su renuncia como presidenta de la Conferencia Internacional y encabezó la delegación de la Cruz Roja India para retirarse de la Conferencia Internacional. Un total de 30 delegaciones de países socialistas como la Unión Soviética e Indonesia, Egipto, Siria y otros 18 países subieron al escenario para emitir un comunicado anunciando su retirada de la Conferencia Internacional. La delegación del gobierno indio no abandonó el lugar, pero dejó claro a la Asamblea General que permanecía en el lugar para continuar su lucha contra las "dos Chinas". Después de que el representante estadounidense llevara a Hang Liwu al lugar, otra delegación de la Sociedad de la Cruz Roja de Finlandia, Suecia, Noruega y Dinamarca abandonó el lugar. La conferencia internacional terminó abruptamente y la ceremonia de clausura no se llevó a cabo. Bajo la influencia de la tormenta de salida, la 20.ª Conferencia Internacional de la Cruz Roja y de la Media Luna Roja, originalmente programada para celebrarse en Ginebra durante el centenario del Movimiento de la Cruz Roja en 1963, se pospuso hasta 1965. Con el apoyo de los países occidentales, las Conferencias Internacionales de la Cruz Roja y de la Media Luna Roja XX y XXI continuaron invitando a la delegación de la República de China y a la delegación de la Cruz Roja de la República de China a asistir a la reunión. En protesta, el gobierno chino y la Sociedad de la Cruz Roja de China se negaron a participar en estas dos conferencias internacionales, rompieron su relación con el Comité Permanente y no estaban obligados por las resoluciones de las conferencias internacionales.
En 1971, el Comité Permanente Internacional de la Cruz Roja decidió no invitar a la delegación de la República de China tras la Resolución 2758 de la Asamblea General de las Naciones Unidas. En 1973, la 22ª Conferencia Internacional de la Cruz Roja y de la Media Luna Roja se llevó a cabo en Teherán, Irán. La Sociedad de la Cruz Roja de China se convirtió oficialmente en la única sociedad nacional de la Cruz Roja que representaba a China debido a la Resolución 2758 de la Asamblea General de las Naciones Unidas, mientras que la Cruz Roja de la República de China en Taiwán no pudo participar en el evento oficial del Movimiento de la Cruz y la Media Luna Roja de la Sociedad Internacional de la Cruz Roja. Una delegación de siete miembros encabezada por el embajador chino en Irán Chen Xinren, el director ejecutivo de la Sociedad de la Cruz Roja de China, Ouyang Jing, y una delegación de cinco miembros de la Cruz Roja encabezada por el secretario general Wang Min asistieron a la conferencia internacional.
En 1993, la Cuarta Sesión del Comité Permanente del Octavo Congreso Popular Nacional de la República Popular China adoptó oficialmente la "Ley de la Sociedad de la Cruz Roja de la República Popular China", en la que está definida como "grupos de asistencia social que realizan trabajo humanitario" y ya no se limita a la atención de la salud.
De acuerdo con el espíritu del Movimiento de la Cruz Roja, la Cruz Roja de Hong Kong y la Cruz Roja de Macao se separaron de la Cruz Roja Británica y Portuguesa en 1997 y 1999, respectivamente, y se unieron a la Cruz Roja China de la República Popular China como filiales con un alto grado de autonomía.
El 29 de diciembre de 1999, la Oficina del Comité Central de Establecimiento Organizativo notificó que "la Sociedad de la Cruz Roja de China será reemplazada por el 'Ministerio de Salud' que será contactado por los líderes del Consejo de Estado previa aprobación de la dirección del Comité Central de Redacción". Desde entonces, las sociedades de la Cruz Roja en todos los niveles se han reorganizado en instituciones sociales independientes y se ha reorganizado el sistema de gestión.
Además, la Sociedad de la Cruz Roja de la República de China en Taiwán y la Sociedad de la Cruz Roja de China en el continente también son una de las ventanas importantes para los intercambios a través del estrecho de Taiwán. Fue especialmente importante, antes del establecimiento del método de comunicación entre los SEF y la ARATS, cuando el correo no estaba abierto, era responsable de reenviar las cartas. En 1990, la Cruz Roja de la Cruz del estrecho de Taiwán firmó el Acuerdo de puerta de oro para ayudar en la repatriación de polizones de China continental. Cuando ocurrieron grandes desastres, los dos lugares también hicieron donaciones simbólicas entre sí a través de la Cruz Roja para expresar su preocupación amistosa, pero ocasionalmente, olvidando las disputas por la soberanía, como durante el terremoto del 21 de septiembre de 1999, el 22 de septiembre. Sun Aiming, secretario general de la Sociedad de la Cruz Roja de China en Japón, dijo que cualquier fondo y material de socorro que la Sociedad Internacional de la Cruz Roja quiera donar para el terremoto en Taiwán debería notificarse a la Sociedad de la Cruz Roja de China. Cualquier país que quisiera ayudar en el terremoto de Taiwán también debería informar a la Sociedad de la Cruz Roja de China con anticipación. Durante el terremoto del 21 de septiembre, el gobierno de la República Popular China desencadenó una gran controversia humanitaria.
En 2008, la CRCF recibió un total de 1.537 millones de yuanes en donaciones nacionales y extranjeras, 9 veces la cantidad total recaudada el año anterior. Entre ellos, 1.392 millones de yuanes fueron donados por el terremoto, 104 millones de yuanes fueron donados por el "Programa Ángel de la Cruz Roja" y 36,95 millones de yuanes fueron donados por el "Programa de Ayuda Estudiantil Bo Ai". En 2008, el "Programa Ángel de la Cruz Roja" y el "Programa de Asistencia a la Educación de la Hermandad" de la CRCF, dos proyectos de bienestar público lograron un gran avance, capacitando a 400 médicos rurales y 100 maestros rurales de forma gratuita, subsidiando la leucemia, las enfermedades cardíacas congénitas, cerca de 7.800 niños en estado crítico, con labio leporino y paladar hendido, sordera, discapacidad en las extremidades inferiores y pacientes con tumores, patrocinó a 107 estudiantes universitarios sin recursos económicos, para que completaran sus estudios y donó 556 "bibliotecas de la Cruz Roja" a escuelas primarias y secundarias rurales. A finales de 2008, la CRCF había construido un total de 2.194 centros de salud (estaciones) de Bo'ai, 194 escuelas de Bo'ai y 1.112 bibliotecas infantiles de la Cruz Roja en todo el país, beneficiando a más de 6,9 millones de personas. 
Desde marzo de 2011, el incidente de los altos gastos de cáterin de la Sociedad de la Cruz Roja del Distrito de Luwan, el incidente de Guo Meimei, el incidente del retraso en la donación de la "chica de la barriga grande", la publicación sobre el directivo jefe de la Cruz Roja con dos autos de lujo, etc., han hecho que la Sociedad de la Cruz Roja tenga una reputación dudosa. La cantidad de las donaciones recibidas por otras organizaciones benéficas chinas se ha reducido drásticamente. Después del incidente de Guo Meimei en junio de 2011, el 31 de diciembre de 2011, se decidió revocar el sistema empresarial de la Sociedad de la Cruz Roja de China. 

## Estatutos
La Sociedad de la Cruz Roja de China es una organización de asistencia social comprometida con el trabajo humanitario. La Sociedad de la Cruz Roja de China está gestionada por el Consejo de Estado de la República Popular China.
Las principales responsabilidades de la Sociedad de la Cruz Roja de China son:
- Preparación y socorro ante desastres: establecer una red de asistencia y socorro ante desastres naturales y un sistema de gestión de emergencias.
- Atención de la salud: formación en atención primaria de la salud, divulgación de los conocimientos sobre prevención de enfermedades.
- Atención médica y asistencia humanitaria: movilizar la donación de sangre, la donación de órganos y la donación de células madre hematopoyéticas no remuneradas, prevenir y publicitar el sida, mejorar las condiciones médicas y de salud en áreas empobrecidas y la participación en servicios voluntarios, como la realizada en los Juegos Olímpicos de Pekín 2008.
- Promoción y recaudación de fondos de la Cruz Roja: promover el espíritu de la Cruz Roja y recaudar fondos para obras de caridad.
- Cruz Roja Adolescentes: Realizar educación humanitaria, de auto-rescate y de rescate mutuo para adolescentes .
- Cooperación internacional: Participar en la ayuda humanitaria internacional, comunicarse y cooperar con otras Sociedades regionales de la Cruz Roja o de la Media Luna Roja, y participar en el trabajo de la Federación Internacional de Sociedades de la Cruz Roja y de la Media Luna Roja.

## Estructura organizativa

### Organización interna
- Oficina (Departamento de Personal)
- Departamento de Socorro y Rescate
- Departamento de recaudación de fondos y finanzas
- Departamento de Propaganda Organizacional
- Departamento de enlace
- Comité del Partido del Órgano (Comité Disciplinario)

### Unidades de negocio afiliadas
- Fundación de la Cruz Roja de China
- Estación de suministro de material de ayuda exterior de la Sociedad de la Cruz Roja China
- Centro de preparación y Socorro en casos de desastre de la sociedad de la Cruz Roja de China
- Centro de capacitación de la Sociedad de la Cruz Roja de China
- Centro de gestión de base de datos de donantes de células madre hematopoyéticas de China
- Oficina del periódico de la Sociedad de la Cruz Roja de China
- Centro de servicios de organización de la Sociedad de la Cruz Roja de China

### Comités especiales
- Comité de trabajo escolar
- Comité de Servicio Voluntario
- Comité de recaudación de fondos
- Comité de comunicación y publicidad
- Comité Nacional de trabajo de promoción de la salud
- Comité de trabajo de emergencia
- Comité de trabajo de ambulancias

### Supervisión de grupos sociales

#### Cruz roja local
Sociedad de la Cruz Roja de Beijing: la predecesora fue la rama de Pekín de la Sociedad de la Cruz Roja de China, que se estableció el 29 de octubre de 1928. El 28 de diciembre de 1950, se reorganizó la Rama de Pekín de la Sociedad de la Cruz Roja de China, con el nombre de Sociedad de la Cruz Roja de Beijing.

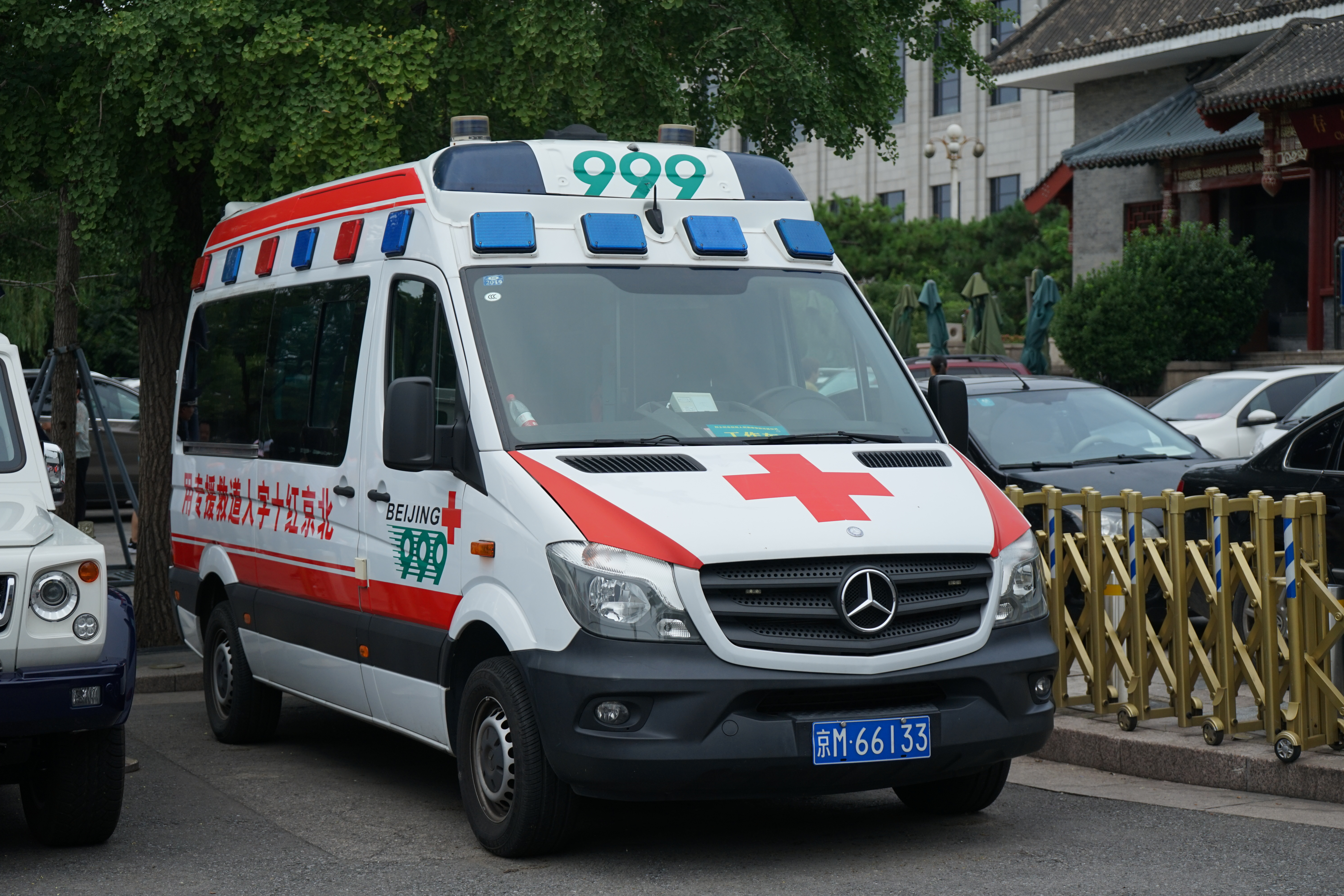
Mercedes-Benz Sprinter de la Cruz Roja de Beijing

#### Cruz Roja de la Industria
- Sistema ferroviario de la Sociedad de la Cruz Roja de China

## Directivos
A continuación se muestra la lista de los directivos principales desde el año 1949:
- 1950 Li Dequan
- 1961 Li Dequan
- 1979 Qian Xinzhong
- 1985 Cui Yueli. Presidentes honorarios: Zhu Xuefan, Zhao Puchu, Qian Xinzhong
- 1990 Chenminzhang. Presidentes honorarios: Zhu Xuefan, Zhao Puchu, Qian Xinzhong, Cui Yueli
- 1994 qian zhengying. Presidente honorario: Jiang Zemin
- 1999 Peng Peiyun. Presidente honorario: Jiang Zemin
- 2004 Peng Peiyun. Presidente honorario: Hu Jintao
- 2009 Hua Jian Min. Presidente honorario: Hu Jintao
- 2015 Chen Zhu. Presidente honorario: Li Yuan Chao
- 2018 Chen Zhu. Presidente honorario: Wang Qi Shan

## Organización
- Congreso Nacional Ejecutivo: La máxima autoridad de la Sociedad de la Cruz Roja de China.
- Consejo: Ejecuta las resoluciones del Congreso Nacional Ejecutivo. El Consejo brinda orientación operativa a la Sociedad de la Cruz Roja de la Región Administrativa Especial.
- Consejo Permanente: Responsable ante el Consejo y sometido a su supervisión.
- Comité Ejecutivo: Responsable ante el Consejo ejecutivo. El Comité Ejecutivo brinda orientación empresarial a la Cruz Roja local, la Cruz Roja del Cuerpo de Producción y Construcción de Xinjiang y la Cruz Roja Industrial.
- Cruz Roja Municipal: la cruz roja local de cada municipalidad.
- Sociedad de la Cruz Roja de la Industria: La Sociedad de la Cruz Roja establecida por la industria nacional integrada en la Cruz Roja de China y que está bajo la revisión del Consejo Permanente de la Sociedad de la Cruz Roja de China.
- Organizaciones de base: Las sociedades de la Cruz Roja establecidas en los distritos urbanos (comunidades), pueblos rurales (pueblos, grupos), empresas e instituciones, escuelas, instituciones médicas y otras organizaciones que se consideran organizaciones de base.[17]

## Incertidumbres
Desde la década de 2000, la Sociedad de la Cruz Roja de China ha enfrentado oportunidades y desafíos para su propia reforma y desarrollo. La publicación de las situaciones negativas también obligó a que la Sociedad de la Cruz Roja de China se enfrentara a fuertes críticas de la opinión pública, especialmente el incidente de Guo Meimei en 2011, que tuvo un impacto negativo significativo en la Sociedad de la Cruz Roja de China y otras organizaciones benéficas en la República Popular China.

### Terremoto de Wenchuan
Durante el terremoto de Wenchuan de 2008, la Sociedad de la Cruz Roja de China recaudó una gran cantidad de donaciones. Algunos habitantes continentales citaron al personal de la Sociedad de la Cruz Roja de China pidiendo en el canal de televisión CCTV que necesitaban más de 10 millones de yuanes para comprar 1.000 tiendas de campaña, y se cuestionó por qué las tiendas de campaña eran tan caras, al costar unos 10.000 yuanes. Esto tuvo amplias repercusiones como sospechoso de malversación de fondos. La Cruz Roja finalmente aclaró que el precio promedio de la tienda era de solo 1200 yuanes por tienda, pero aun así era más caro que el precio de mercado. Además, también muestra como un gran problema, el hecho de que las organizaciones benéficas chinas todavía no cuentan con suficiente supervisión legal y un sistema de revisión independiente auditado por terceros.

### Fundación Benéfica Jet Li
El actor Jet Li ha lanzado el Programa de la Fundación Jet Li One desde el 19 de abril de 2007, proponiendo el concepto de "1 persona + 1 yuan + cada 1 mes = 1 gran familia", es decir, si cada persona donará al menos 1 yuan por mes, habría recursos de todos para ayudar a los necesitados, al convertir pequeñas donaciones en grandes donaciones. Sin embargo, bajo el marco legal actual en China, las organizaciones no gubernamentales sin fines de lucro no pueden solicitar donaciones del público. El Programa de la Fundación Jet Li One no tiene su propia cuenta independiente ni sello oficial, y solo puede gestionar a través de la Sociedad de la Cruz Roja de China. El 12 de septiembre de 2010, Jet Li le dijo a los medios que el Programa de la Fundación Jet Li One podría verse afectado por esta situación. Sin embargo, el Programa de la Fundación Jet Li One se registró como una "fundación pública de recaudación de fondos" en diciembre de 2010, por lo que el Programa de la Fundación Jet Li One tiene personalidad jurídica independiente que permite la recaudación de fondos públicos.

### Evento de alimentos y bebidas de la Cruz Roja del distrito de Luwan
El 15 de abril de 2011, una foto de una factura de alimentos y bebidas con una unidad de pago de la Sociedad de la Cruz Roja del distrito de Luwan, Shanghái, con un monto de 9.859 yuanes circuló en Sina Weibo, lo que provocó que el público chino dudara de la Sociedad de la Cruz Roja de China.

### Incidente Guo Meimei
El 21 de junio de 2011, un internauta llamado "Guo Meimei Baby" en Sina Weibo llamó mucho la atención. Una joven de 20 años que afirmaba estar "viviendo en una gran villa y conduciendo un Maserati" y estaba certificada por la "Sociedad de la Cruz Roja de China" como gerente general, lo que provocó que los internautas cuestionaran a la Sociedad de la Cruz Roja de China. Al igual que el incidente de los altos gastos en alimentos y bebidas de la Sociedad de la Cruz Roja en el distrito de Luwan, provocó dudas y una crisis de confianza en la Sociedad de la Cruz Roja de China.

### Evento del retraso de la donación de la "chica panzuda"
El 15 de junio de 2011, después de que Southeast Net informara sobre el caso de Su Tiantian, una "chica de barriga grande", varios departamentos del condado de Yongding de Longyan emitieron conjuntamente una "propuesta de donación" y la Sociedad de la Cruz Roja del condado de Yongding abrió una cuenta especial para recibir estos fondos, una cuenta para donaciones. Después del incidente, la gente donó un total de 50.000 yuanes, pero el personal de la Cruz Roja dijo: "El nuevo condado está cambiando. En este momento, el director de salud no ha estado en el lugar. Sin su firma, no podemos transferirlo". Por lo tanto, no fue hasta el 15 de agosto de 2011 (35 días después de la muerte de Su Tiantian) cuando los padres de Su Tiantian recibieron un aviso de la Sociedad de la Cruz Roja del condado de Yongding, Longyan, pidiéndoles que firmaran las cinco donaciones recibidas, donadas por la población local a través de la Sociedad de la Cruz Roja. La donación fue de 10.000 yuanes, pero la Cruz Roja local no especificó cuándo se recibiría el dinero.

### Los coches de lujo de los directores de la asamblea general
El 9 de agosto de 2011, Wu Chenguang, editor y jefe adjunto de la revista "Blog World", preguntó porqué había varios vehículos y autobuses de lujo estacionados en el garaje de la Sociedad de la Cruz Roja de China, cuando las medidas de Beijing tienen el objetivo de limitar el número de vehículos de motor. En respuesta a esta pregunta, la Sociedad de la Cruz Roja de China respondió: "Los vehículos oficiales de la oficina general respetan estrictamente el Reglamento sobre el establecimiento y normas de equipamiento para los vehículos oficiales de los Órganos centrales del estado". En la actualidad, los cuadros vicepresidentes en servicio y retirados disponen cada uno de un automóvil especial, y otros mandos disponen cada uno de un autobús general, y los vehículos son distribuidos uniformemente por la administración del estado. Ding Shuo, director del departamento de políticas y regulaciones de la Sociedad de la Cruz Roja de China, dijo en Weibo: "El automóvil del Secretario general de la Sociedad de la Cruz Roja de China es un Roewe 750 con transmisión automática".
Más tarde, un internauta publicó una foto en Weibo que mostraba 10 vehículos todoterreno Land Rover, todos con el logotipo de la Cruz Roja en sus carrocerías.

### Los 5 millones de yuanes para viajar a la zona del terremoto de Lushan
El sitio web chino IBTimes publicó que la Sociedad de la Cruz Roja de China solicitó a la República de China que proporcionara 5 millones de yuanes en asistencia antes de acudir al área afectada por el terremoto en Lushan. La Sociedad de la Cruz Roja de la República de China aclaró esto, enfatizando que el informe fue sacado de contexto y se engañó a los lectores, lo cual fue completamente erróneo. Chen Binglin, director de la oficina de socorro de la Sociedad de la Cruz Roja de la República de China, subrayó en una entrevista con un reportero de la Agencia de Noticias Xinhua destacado en Taiwán en la mañana del día 22 que el informe relevante del reportero de apellido Chen en el International Business Daily estaba completamente equivocado, "los 5 millones de yuanes no tienen relación con la Cruz Roja de la República de China, el hecho de que Cruz Roja esté actuando en el área del desastre no tiene absolutamente nada que ver con ese dinero".

### Arrendamiento de instalaciones para la preparación para desastres y socorro de la Asociación General
El 18 de agosto de 2014, Tencent Finance informó que el gobierno central invirtió 117 millones de yuanes para construir el almacén de socorro y preparación para desastres de la Sociedad de la Cruz Roja de China, que se suponía almacenaría materiales de socorro para casos de desastres y emergencias. La empresa de bolsos de cuero llamada Beijing Zhongxun Yuhua Commercial Management Co., Ltd, lo gestiona y lo subarrienda a empresas de logística como DHL, y las ganancias pueden llegar a millones de yuanes por año.

### Distribución de materiales donados durante la epidemia de coronavirus COVID-19 en Wuhan
El 30 de enero de 2020, la Sociedad de la Cruz Roja de Hubei anunció por primera vez las donaciones recibidas de materiales para combatir el brote del nuevo coronavirus COVID-19 en Wuhan. Entre ellos, el Hospital de la Unión de Wuhan (el nombre completo es Hospital Unión afiliado al Colegio Médico Tongji de la Universidad de Ciencia y Tecnología de Huazhong, departamento de Putian), un hospital público que diagnostica y trata casos de fiebre, solo recibió 3.000 máscaras donadas por personas y donó 12.000 yuanes, donó 16,000 máscaras N95 (luego corregidas a 18,000). Sin embargo, la cantidad de personas en el Hospital Ren'ai es menos de una décima parte de la del Hospital Xiehe, y no hay una clínica para la fiebre, y no se admiten pacientes con fiebre. El Hospital Wuhan Ren'ai ha sido sancionado administrativamente repetidamente por publicidad ilegal, y su representante legal fue apercibido en 2019 al recibió una orden de restricción de gasto elevado. Posteriormente, el incidente provocó una gran controversia entre los internautas chinos. En esta misma gestión, otro hospital público, el Hospital Tianyou afiliado a la Universidad de Ciencia y Tecnología de Wuhan, también recibió 18,000 mascarillas.
En la tarde del 31 de enero, la Sociedad de la Cruz Roja Provincial de Hubei emitió una declaración de corrección. La corrección indicó que el 26 de enero de 2020, se distribuyeron 36 000 máscaras KN95 donadas por una empresa al Hospital Wuhan Renai y al Hospital Tianyou de la Universidad de Ciencia y Tecnología de Wuhan, cada uno con 18 000 mascarillas, solo mascarillas N95. También afirmó que las máscaras KN95 "no pueden usarse para la protección del personal médico de primera línea en hospitales designados para el tratamiento de la nueva neumonía por coronavirus, pero pueden usarse para protección general".
El mismo día, los internautas descubrieron que gran cantidad de materiales de protección médica donados por la sociedad estaban en el almacén de la Cruz Roja y habían caducado de fecha de uso. Incluso se reveló que el personal de la sociedad de la Cruz Roja dificultó las cosas para los médicos del Hospital de la Facultad de Medicina de la Unión de Wuhan que acudieron a recoger los suministros.
En la tarde del 1 de febrero, un reportero del canal de la televisión CCTV visitó la sede de la Cruz Roja en Wuhan. El reportero trató de visitar el área de distribución de materiales del almacén y fue bloqueado por seguridad. La transmisión  se cortó en vivo durante la retransmisión cuando el reportero solicitó entrar y se lo impidieron.